# Спарток III
Спарток III (рік народження невідомий — помер бл. 284 до н.е.) — боспорський цар, що правив близько 304 до н. е. — 284 до н. е.. Син царя Евмела.

## Правління
При Спартоку відбулося зміцнення царської влади. Відтепер царі Боспору іменувалися «басилевсами» (царями) не тільки по відношенню до завойованих племен, а й по відношенню до еллінських полісів Боспору Кімерійського.
Що стосується міжнародного становища царства, то при Спартоку воно також зросло. В 286 до н.е. в Афінах був прийнятий декрет на честь Спартока, який зберігся на мармуровій плиті. Цей декрет значно відрізняється від попередніх афінських декретів, що стосуються правителів Боспору. Досі представники династії Спартокідів розглядалися як приватні особи, а тепер Спарток іменується царем; якщо раніше мова йшла виключно про торгівлю, то тепер укладається формальний союз: Афіни зобов'язуються допомагати Спартоку і на суші, і на морі, якщо хто-небудь нападе на його державу. Спарток ж відбувся невизначеним обіцянкою «робити їм усе найкраще». Попри те, що кількість хліба, яку він подарував при цьому Афінам, була порівняно невелика (15 тис. медимнів), вдячні афіняни присудили Спартоку III золотий вінець і поставили дві його бронзові статуї: одну на площі, поруч із статуями його предків, іншу на акрополі.
На думку дослідника Яйленко, дружиною Спартока Евмелова була жриця Афродіти, котра зробила посвяту богині у Кепійському храмі.